# مگس‌های ته‌پشمی
مگس‌های ته‌پشمی(نام علمی: Tachinidae) نام یک تیره از راسته مگس است.